# جون هولمز جنكينز
جون هولمز جنكينز (بالإنجليزية: John Holmes Jenkins)‏ هو لاعب بوكر ومؤرخ أمريكي، ولد في 1940، وتوفي في 1989.